# Billia
Billia, manji rod drveća iz porodice sapindovki, dio potporodice Hippocastanoideae. Postoje dvije vrste koje su raširene od Meksika preko Srednje Amerike na jug do Venezuele, Kolumbije i Ekvadora

## Vrste
1. Billia hippocastanum Peyr.
2. Billia rosea (Planch. & Linden) C.Ulloa & P.M.Jørg.

### Sinonimi:
- Putzeysia Planch. & Linden